# Ахмед Хасан ал-Бакър
Ахмед Хасан ал-Бакър (1 юли 1914 - 4 октомври 1982) е иракски политически и държавен деец.
Генерален секретар на регионалното и националното ръководство на Арабската социалистическа партия (БААС). Участник в революцията от 14 юли 1958 г.
През 1963 г. е министър-председател. От ноември 1963 до януари 1964 г. е вицепрезидент. От 17 юли 1968 г. е председател на Командния революционен комитет и президент, а от август същата година и министър-председател и главнокомандващ на въоръжените сили.